# Sisimiut vandkraftværk
Sisimiut vandkraftværk er et vandkraftværk på Grønland bygget 2007-2010 af ISTAK (istak.is)[kilde mangler], som med 2 generatorer og samlet kapacitet 15 MW forsyner Sisimiut med strøm gennem en 27,4 km lang 60 kV transmissionslinje.
Ved udnyttelse af vandtrykket fra en højdeforskel på 78,6 meter ledes vandet gennem en sprængt tunnel på 4.700 meter og 400 meter trykledning.
Kraftværket drives af Nukissiorfiit.

## Eksterne links
- Vandkraftværk, Sisimiut (Webside ikke længere tilgængelig) –  Nukissiorfiit
- Sisimiut vandkraftværk åbnet – energy-supply.dk 8. april 2010

67°06′49″N 53°20′56″V / 67.1136°N 53.3489°V